# EFG International
EFG International (SIX: EFGN
) er en schweizisk international bank med hovedkvarter i Zürich. EFG International har 40 afdelinger på verdensplan og 2.828 ansatte.
EFG (European Financial Group) International blev etableret i 1995 af Jean Pierre Cuoni, Lawrence D. Howell, Baron Corso von Habsburg, mfl.